# Anaheim Ducks
Anaheim Ducks – amerykański klub hokejowy z siedzibą w Anaheim (Kalifornia) występująca w lidze NHL.

## Historia
Klub został założony w roku 1993 przez The Walt Disney Company jako Mighty Ducks of Anaheim. Nazwa zespołu została oparta na filmie z 1992 roku pod tytułem Potężne Kaczory. Prawa do klubu zostały sprzedane, Henry i Susan Samueli w 2005 roku. W sezonie 2006-07 zespół wystąpił już pod nową, skróconą nazwą Anaheim Ducks.
Zespół posiada afiliacje w postaci klubów farmerskich w niższych ligach. Tę funkcję pełnią Norfolk Admirals w lidze AHL i Fort Wayne Komets w rozgrywkach ECHL. W przeszłości byli nimi także Portland Pirates (2005-2008), Iowa Stars (2008–2009).

## Osiągnięcia
Największym sukcesem Anaheim w historii występów w NHL jest zdobycie Pucharu Stanleya w 2007 roku oraz finał w 2003 roku, kiedy drużyna uległa w finale rozgrywek zespołowi New Jersey Devils.
- Puchar Stanleya: 2007
- Clarence S. Campbell Bowl: 2003, 2007
- Mistrzostwo konferencji: 2014, 2015,
- Mistrzostwo dywizji: 2007, 2013, 2014, 2015, 2016, 2017

## Sezon po sezonie
| Ostatnie sezony | Ostatnie sezony | Ostatnie sezony | Ostatnie sezony | Ostatnie sezony | Ostatnie sezony | Ostatnie sezony | Ostatnie sezony | Ostatnie sezony | Ostatnie sezony | Ostatnie sezony | Ostatnie sezony | Ostatnie sezony | Ostatnie sezony                                                         |
| Sezon           | Konferencja     | Miejsce         | Dywizja         | Miejsce         | Mecze           | Z               | P               | R               | PK              | Pkt             | ZB              | SB              | Wyniki play-off                                                         |
| --------------- | --------------- | --------------- | --------------- | --------------- | --------------- | --------------- | --------------- | --------------- | --------------- | --------------- | --------------- | --------------- | ----------------------------------------------------------------------- |
|                 |                 |                 |                 |                 |                 |                 |                 |                 |                 |                 |                 |                 |                                                                         |
| 2019–20         | Zachodnia       | 13              | Pacyficzna      | 6               | 711             | 29              | 33              | —               | 9               | 67              | 187             | 226             | Nie zakwalifikowała się                                                 |
|                 |                 |                 |                 |                 |                 |                 |                 |                 |                 |                 |                 |                 |                                                                         |
| 2018–19         | Zachodnia       | 13              | Pacyficzna      | 6               | 82              | 35              | 37              | —               | 10              | 80              | 199             | 251             | Nie zakwalifikowała się                                                 |
|                 |                 |                 |                 |                 |                 |                 |                 |                 |                 |                 |                 |                 |                                                                         |
| 2017–18         | Zachodnia       | 5               | Pacyficzna      | 2               | 82              | 44              | 25              | —               | 13              | 101             | 235             | 216             | Porażka z Sharks 0-4                                                    |
|                 |                 |                 |                 |                 |                 |                 |                 |                 |                 |                 |                 |                 |                                                                         |
| 2016–17         | Zachodnia       | 3               | Pacyficzna      | 1               | 82              | 46              | 23              | —               | 13              | 105             | 223             | 200             | Zwycięstwo z Flames 4-0 Zwycięstwo z Oilers 4-3 Porażka z Predators 2-4 |
|                 |                 |                 |                 |                 |                 |                 |                 |                 |                 |                 |                 |                 |                                                                         |
| 2015–16         | Zachodnia       | 4               | Pacyficzna      | 1               | 82              | 46              | 25              | —               | 11              | 103             | 218             | 192             | Porażka z Predators 3-4                                                 |

| Sezony od 2010/2011 do 2014/2015 | Sezony od 2010/2011 do 2014/2015 | Sezony od 2010/2011 do 2014/2015 | Sezony od 2010/2011 do 2014/2015 | Sezony od 2010/2011 do 2014/2015 | Sezony od 2010/2011 do 2014/2015 | Sezony od 2010/2011 do 2014/2015 | Sezony od 2010/2011 do 2014/2015 | Sezony od 2010/2011 do 2014/2015 | Sezony od 2010/2011 do 2014/2015 | Sezony od 2010/2011 do 2014/2015 | Sezony od 2010/2011 do 2014/2015 | Sezony od 2010/2011 do 2014/2015 | Sezony od 2010/2011 do 2014/2015                                       |
| Sezon                            | Konferencja                      | Miejsce                          | Dywizja                          | Miejsce                          | Mecze                            | Z                                | P                                | R                                | PK                               | Pkt                              | ZB                               | SB                               | Wyniki play-off                                                        |
| -------------------------------- | -------------------------------- | -------------------------------- | -------------------------------- | -------------------------------- | -------------------------------- | -------------------------------- | -------------------------------- | -------------------------------- | -------------------------------- | -------------------------------- | -------------------------------- | -------------------------------- | ---------------------------------------------------------------------- |
|                                  |                                  |                                  |                                  |                                  |                                  |                                  |                                  |                                  |                                  |                                  |                                  |                                  |                                                                        |
| 2014–15                          | Zachodnia                        | 1                                | Pacyficzna                       | 1                                | 82                               | 51                               | 24                               | —                                | 7                                | 109                              | 236                              | 226                              | Zwycięstwo z Jets 4-0 Zwycięstwo z Flames 4-1 Porażka z Blackhawks 3-4 |
|                                  |                                  |                                  |                                  |                                  |                                  |                                  |                                  |                                  |                                  |                                  |                                  |                                  |                                                                        |
| 2013–14                          | Zachodnia                        | 1                                | Pacyficzna                       | 1                                | 82                               | 54                               | 20                               | —                                | 8                                | 116                              | 266                              | 209                              | Zwycięstwo z Stars 4-2 Porażka z Kings 3-4                             |
|                                  |                                  |                                  |                                  |                                  |                                  |                                  |                                  |                                  |                                  |                                  |                                  |                                  |                                                                        |
| 2012–13                          | Zachodnia                        | 2                                | Pacyficzna                       | 1                                | 48                               | 30                               | 12                               | —                                | 6                                | 66                               | 140                              | 118                              | Porażka z Red Wings 3-4                                                |
|                                  |                                  |                                  |                                  |                                  |                                  |                                  |                                  |                                  |                                  |                                  |                                  |                                  |                                                                        |
| 2011–12                          | Zachodnia                        | 13                               | Pacyficzna                       | 5                                | 82                               | 34                               | 36                               | —                                | 12                               | 80                               | 204                              | 231                              | Nie zakwalifikowała się                                                |
|                                  |                                  |                                  |                                  |                                  |                                  |                                  |                                  |                                  |                                  |                                  |                                  |                                  |                                                                        |
| 2010–11                          | Zachodnia                        | 4                                | Pacyficzna                       | 2                                | 82                               | 47                               | 30                               | —                                | 5                                | 99                               | 239                              | 235                              | Porażka z Predators 2-4                                                |

| Sezony od 1993/1994 do 2009/2010 | Sezony od 1993/1994 do 2009/2010     | Sezony od 1993/1994 do 2009/2010     | Sezony od 1993/1994 do 2009/2010     | Sezony od 1993/1994 do 2009/2010     | Sezony od 1993/1994 do 2009/2010     | Sezony od 1993/1994 do 2009/2010     | Sezony od 1993/1994 do 2009/2010     | Sezony od 1993/1994 do 2009/2010     | Sezony od 1993/1994 do 2009/2010     | Sezony od 1993/1994 do 2009/2010     | Sezony od 1993/1994 do 2009/2010     | Sezony od 1993/1994 do 2009/2010     | Sezony od 1993/1994 do 2009/2010                                                                    |
| Sezon                            | Konferencja                          | Miejsce                              | Dywizja                              | Miejsce                              | Mecze                                | Z                                    | P                                    | R                                    | PK                                   | Pkt                                  | ZB                                   | SB                                   | Wyniki play-off                                                                                     |
| -------------------------------- | ------------------------------------ | ------------------------------------ | ------------------------------------ | ------------------------------------ | ------------------------------------ | ------------------------------------ | ------------------------------------ | ------------------------------------ | ------------------------------------ | ------------------------------------ | ------------------------------------ | ------------------------------------ | --------------------------------------------------------------------------------------------------- |
|                                  |                                      |                                      |                                      |                                      |                                      |                                      |                                      |                                      |                                      |                                      |                                      |                                      | |
|                                  |                                      |                                      |                                      |                                      |                                      |                                      |                                      |                                      |                                      |                                      |                                      |                                      | |
| 2009–10                          | Zachodnia                            | 11                                   | Pacyficzna                           | 4                                    | 82                                   | 39                                   | 32                                   | —                                    | 11                                   | 89                                   | 238                                  | 251                                  | Nie zakwalifikowała się                                                                             |
|                                  |                                      |                                      |                                      |                                      |                                      |                                      |                                      |                                      |                                      |                                      |                                      |                                      | |
| 2008–09                          | Zachodnia                            | 8                                    | Pacyficzna                           | 2                                    | 82                                   | 42                                   | 33                                   | —                                    | 7                                    | 91                                   | 245                                  | 238                                  | Zwycięstwo z Sharks 4-2 Porażka z Red Wings 3-4                                                     |
|                                  |                                      |                                      |                                      |                                      |                                      |                                      |                                      |                                      |                                      |                                      |                                      |                                      | |
| 2007–08                          | Zachodnia                            | 4                                    | Pacyficzna                           | 2                                    | 82                                   | 47                                   | 27                                   | —                                    | 8                                    | 102                                  | 205                                  | 191                                  | porażka z Stars 2-4                                                                                 |
|                                  |                                      |                                      |                                      |                                      |                                      |                                      |                                      |                                      |                                      |                                      |                                      |                                      | |
| 2006–07                          | Zachodnia                            | 2                                    | Pacyficzna                           | 1                                    | 82                                   | 48                                   | 20                                   | —                                    | 14                                   | 110                                  | 258                                  | 208                                  | Zwycięstwo z Wild 4-1 Zwycięstwo z Canucks 4-1 Zwycięstwo z Red Wings 4-2 Zwycięstwo z Senators 4-1 |
|                                  |                                      |                                      |                                      |                                      |                                      |                                      |                                      |                                      |                                      |                                      |                                      |                                      | |
| Mighty Ducks of Anaheim          |                                      |                                      |                                      |                                      |                                      |                                      |                                      |                                      |                                      |                                      |                                      |                                      | |
|                                  |                                      |                                      |                                      |                                      |                                      |                                      |                                      |                                      |                                      |                                      |                                      |                                      | |
| 2005–06                          | Zachodnia                            | 6                                    | Pacyficzna                           | 3                                    | 82                                   | 43                                   | 27                                   | —                                    | 12                                   | 98                                   | 254                                  | 229                                  | Zwycięstwo z Flames 4-3 zwycięstwo z Avalanche 4-0 Porażka z Oilers 1-4                             |
|                                  |                                      |                                      |                                      |                                      |                                      |                                      |                                      |                                      |                                      |                                      |                                      |                                      | |
| 2004–05                          | sezon nie odbył się z powodu lokautu | sezon nie odbył się z powodu lokautu | sezon nie odbył się z powodu lokautu | sezon nie odbył się z powodu lokautu | sezon nie odbył się z powodu lokautu | sezon nie odbył się z powodu lokautu | sezon nie odbył się z powodu lokautu | sezon nie odbył się z powodu lokautu | sezon nie odbył się z powodu lokautu | sezon nie odbył się z powodu lokautu | sezon nie odbył się z powodu lokautu | sezon nie odbył się z powodu lokautu | sezon nie odbył się z powodu lokautu                                                                |
|                                  |                                      |                                      |                                      |                                      |                                      |                                      |                                      |                                      |                                      |                                      |                                      |                                      | |
| 2003–04                          | Zachodnia                            | 12                                   | Pacyficzna                           | 4                                    | 82                                   | 29                                   | 35                                   | 10                                   | 8                                    | 76                                   | 184                                  | 213                                  | Nie zakwalifikowała się                                                                             |
|                                  |                                      |                                      |                                      |                                      |                                      |                                      |                                      |                                      |                                      |                                      |                                      |                                      | |
| 2002–03                          | Zachodnia                            | 7                                    | Pacyficzna                           | 2                                    | 82                                   | 40                                   | 27                                   | 9                                    | 6                                    | 95                                   | 203                                  | 193                                  | Zwycięstwo z Red Wings 4-0 Zwycięstwo z Stars 4-2 Zwycięstwo z Wild 4-0 Porażka z Devils 3-4        |
|                                  |                                      |                                      |                                      |                                      |                                      |                                      |                                      |                                      |                                      |                                      |                                      |                                      | |
| 2001–02                          | Zachodnia                            | 13                                   | Pacyficzna                           | 5                                    | 82                                   | 29                                   | 42                                   | 8                                    | 3                                    | 69                                   | 175                                  | 198                                  | Nie zakwalifikowała się                                                                             |
|                                  |                                      |                                      |                                      |                                      |                                      |                                      |                                      |                                      |                                      |                                      |                                      |                                      | |
| 2000–01                          | Zachodnia                            | 15                                   | Pacyficzna                           | 5                                    | 82                                   | 25                                   | 41                                   | 11                                   | 5                                    | 66                                   | 188                                  | 245                                  | Nie zakwalifikowała się                                                                             |
|                                  |                                      |                                      |                                      |                                      |                                      |                                      |                                      |                                      |                                      |                                      |                                      |                                      | |
| 1999–00                          | Zachodnia                            | 9                                    | Pacyficzna                           | 5                                    | 82                                   | 34                                   | 33                                   | 12                                   | 3                                    | 83                                   | 217                                  | 227                                  | Nie zakwalifikowała się                                                                             |
|                                  |                                      |                                      |                                      |                                      |                                      |                                      |                                      |                                      |                                      |                                      |                                      |                                      | |
| 1998–99                          | Zachodnia                            | 6                                    | Pacyficzna                           | 3                                    | 82                                   | 35                                   | 34                                   | 13                                   | -                                    | 83                                   | 215                                  | 206                                  | Porażka z Red Wings 0-4                                                                             |
|                                  |                                      |                                      |                                      |                                      |                                      |                                      |                                      |                                      |                                      |                                      |                                      |                                      | |
| 1997–98                          | Zachodnia                            | 12                                   | Pacyficzna                           | 6                                    | 82                                   | 26                                   | 43                                   | 13                                   | -                                    | 65                                   | 205                                  | 261                                  | Nie zakwalifikowała się                                                                             |
|                                  |                                      |                                      |                                      |                                      |                                      |                                      |                                      |                                      |                                      |                                      |                                      |                                      | |
| 1996–97                          | Zachodnia                            | 4                                    | Pacyficzna                           | 2                                    | 82                                   | 36                                   | 33                                   | 13                                   | -                                    | 85                                   | 243                                  | 233                                  | Zwycięstwo z Coyotes 4-3 Porażka z Red Wings 0-4                                                    |
|                                  |                                      |                                      |                                      |                                      |                                      |                                      |                                      |                                      |                                      |                                      |                                      |                                      | |
| 1995–96                          | Zachodnia                            | 9                                    | Pacyficzna                           | 4                                    | 82                                   | 35                                   | 39                                   | 8                                    | -                                    | 78                                   | 234                                  | 247                                  | Nie zakwalifikowała się                                                                             |
|                                  |                                      |                                      |                                      |                                      |                                      |                                      |                                      |                                      |                                      |                                      |                                      |                                      | |
| 1994–95                          | Zachodnia                            | 12                                   | Pacyficzna                           | 6                                    | 48                                   | 16                                   | 27                                   | 5                                    | -                                    | 37                                   | 125                                  | 164                                  | Nie zakwalifikowała się                                                                             |
|                                  |                                      |                                      |                                      |                                      |                                      |                                      |                                      |                                      |                                      |                                      |                                      |                                      | |
| 1993–94                          | Zachodnia                            | 9                                    | Pacyficzna                           | 4                                    | 84                                   | 33                                   | 46                                   | 5                                    | -                                    | 71                                   | 229                                  | 251                                  | Nie zakwalifikowała się                                                                             |

Legenda:

Z = Zwycięstwa, P = Porażki, R = Remisy (do sezonu 2004/2005), PK = Przegrane po dogrywce lub karnych, Pkt = Punkty, ZB = Bramki zdobyte, SB = Bramki stracone
| Puchar Stanleya | Mistrz Konferencji | Mistrz Dywizji | Awans do play-off | Presidents’ Trophy |

- 1 Sezon zasadniczy ze względu na epidemię koronawirusa został przerwany, a następnie zakończony.

## Szkoleniowcy
Trenerem drużyny w latach 2004–2011 był Kanadyjczyk Randy Carlyle.

## Zawodnicy

### Kapitanowie drużyny
- Troy Loney, 1993–1994
- Randy Ladouceur, 1994–1996
- Paul Kariya, 1996–1998
- Teemu Selanne, 1998
- Paul Kariya, 1998–2003
- Steve Rucchin, 2003–2004
- Scott Niedermayer, 2005–2007
- Chris Pronger, 2007–2008
- Scott Niedermayer, 2008–2010
- Ryan Getzlaf, 2010–

### Numery zastrzeżone
| Numer | Zawodnik          | Pozycja                              | Kariera                              | Data zastrzeżenia                    |
| ----- | ----------------- | ------------------------------------ | ------------------------------------ | ------------------------------------ |
| 8     | Teemu Selänne     | Prawoskrzydłowy                      | 1996-2001, 2005-20141                | 11 stycznia 2015                     |
| 9     | Paul Kariya       | Lewoskrzydłowy                       | 1994-2003                            | 21 października 2018                 |
| 27    | Scott Niedermayer | Obrońca                              | 2005-2010                            | 17 lutego 2019                       |
|       |                   |                                      |                                      |                                      |
| 99    | Wayne Gretzky     | Numer zastrzeżony dla całej ligi NHL | Numer zastrzeżony dla całej ligi NHL | Numer zastrzeżony dla całej ligi NHL |

- 1 Teemu Selanne w sezonie 2005-06 występował z numerem 13